# Melaleucia
Melaleucia is een geslacht van vlinders van de familie visstaartjes (Nolidae), uit de onderfamilie Nolinae.

## Soorten
- M. incerta van Eecke
- M. obliquifasciata Hampson, 1896